# Chaos’sche Stiftung
Die Chaos’sche Stiftung für Waisenkinder wurde 1663 durch den Freiherrn Richthausen von Chaos ins Leben gerufen. Im Laufe der Zeit ließ die Stiftung in Wien  zahlreiche Gebäude errichten, von denen das Chaos’sche Stiftungshaus und die Stiftskaserne bis heute bekannt geblieben sind.

## Geschichte
Der 1663 verstorbene Hofkammerrat Johann Konrad Freiherr Richthausen von Chaos vermachte sein Vermögen testamentarisch einer Stiftung zugunsten von Waisenkindern in Wien. In der Kärntner Straße (heutige Hausnummer 30) wurde 1664 durch Carlo Canevale das Chaos’sche Stiftungshaus als zweistöckiges Gebäude im Verband des Bürgerspitalkomplexes errichtet. In der Vorstadt Laimgrube im heutigen 7. Bezirk Neubau wurde zudem auf einem Acker ein Haus errichtet, welches zunächst als Sommerheim für die Waisenkinder der Chaos’schen Stiftung diente. 1679 wurde dieses Sommerheim entlang der Mariahilfer Straße um den so genannten Mosertrakt erweitert, 1681 wurde das Grundstück mit einer Mauer umgeben. Während der 2. Wiener Türkenbelagerung wurden die Gebäude des Sommerheims schwer beschädigt, bis 1687 aber wieder bewohnbar gemacht und bis 1693 durch weitere Zubauten erweitert.
Nach der Übersiedlung der Zöglinge vom Stiftungshaus in der Inneren Stadt in die Laimgrube wurde der Gebäudekomplex abermals erweitert und 1696 dort ein eigenes Spitalsstöckel errichtet, so dass sich die Anlage im heutigen 7. Bezirk von der Mariahilfer Straße im Süden bis zum Spittelberg im Norden erstreckte.
Am 4. Februar 1735 übergab der Hofbuchhaltereibeamte Georg Franz von Griener der Hofkammer 20.000 Gulden mit der Bestimmung, davon junge Männer in den Kriegs- und Ingenieurwissenschaften auszubilden. Aus dieser Stiftung entstand 1736 in Zusammenarbeit mit der Chaos’schen Stiftung eine militärische Ingenieurschule. Ihr wurde ein Teil der Gebäude der Chaos’schen Stiftung in der Laimgrube überlassen, aus denen sich später die Stiftskaserne entwickelte.
Nach der Vereinigung der Chaos’schen Stiftung mit der 1742 durch Johann Michael Kienmayer, Besitzer einer Baumwollspinnerei am Rennweg, errichteten „Stiftung für das Waisenhaus am Rennweg“ wurde jenes Waisenhaus von 1767 bis 1771 erweitert. Ab 1768 wurde dort eine eigene Waisenhauskirche errichtet und 1770 geweiht. Nach Auflassung der Chaos’schen Stiftskapelle, welche an die Wiener Bürgerspitalkirche angebaut war, wurde der Leichnam des Freiherrn Richthausen von Chaos in die Waisenhauskirche am Rennweg überführt, welche 1783 zur Pfarrkirche erhoben wurde (Pfarrkirche Rennweg).
Das Chaos’sche Stiftungshaus in der Kärntner Straße wurde 1873 im Zuge des gründerzeitlichen Stadtumbaus abgebrochen. An die einstige Chaos’sche Stiftung für Waisenkinder erinnert seit 1894 die Stiftgasse im 7. Bezirk Neubau.